# Store Magleby
Store Magleby er en landsby på Sydamager mellem Tårnby og Dragør. Byen kaldes også Hollænderbyen efter de mange hollandske indvandrere, der kom til Amager under Christian 2.
Landsbyen ligger i Dragør Kommune, Store Magleby Sogn, hvor den grænser op til Københavns Lufthavn. Langstrakte parcelhuskvarterer forbinder Store Magleby og Maglebylille med Dragør, disse kaldes blandt beboerne vængerne.
Store Maglebys historie strækker sig tilbage til middelalderen. Byens betydning voksede markant i 1500-tallet, efter Christian 2. indbød en række nederlandske bønder til at bosætte sig her i 1521. Disse bønder var hidkaldt for at tilvejebringe grøntsager af større variation og bedre kvalitet til slottet og til den bedre del af det københavnske borgerskab. Der er dog sået tvivl om de virkelig kom fra det nuværende Holland; de kom måske snarere fra Flandern i det nuværende Belgien.
Men i Flandern taler man også Nederlandsk, og der blev flittigt talt Nederlandsk i Store Magleby i cirka 300 år, da undervisning på byens skole og pastorens prædiken i byens kirke foregik på nederlandsk. I 1811 måtte de nederlandsktalende bondefamilier dog føje sig for de danske myndigheder, der bestemte, at der nu skulle tales dansk.
Meget af Store Maglebys historie er optegnet af tv-produceren Jan Dirchsen - der boede på Hollændergård - i 1982 i sin bog: "Hollænderbyen og dens mennesker". I Amagermuseet, der er etableret i et par af Store Maglebys gamle gårde, er den specielle lokale kultur og historie bevaret og udstillet.
I landsbyen ligger Store Magleby Kirke.